# بنية بروتين أولية
بنية البروتين الأولية هي تسلسل خطي لأحماض أمينية في ببتيد أو بروتين. تم التقرير بالاتفاق أن بنية البروتين الأولية تبدأ من النهاية الأمينية N وتنتهي عند النهاية الكربوكسيلية C. يتم الاصطناع الحيوي للبروتين في الغالب بواسطة الريبوسومات في الخلايا، كما يمكن كذلك صناعة البيبتيدات في المختبر. البنيات الأولية للبروتين يمكن تحديد تسلسلها مباشرة أو الاستدلال عليه من تسلسلات الدنا.